# Град на първия салют
Град на първия салют е неофициално наименование на руските градове Орел и Белгород в чест на това че на 5 август 1943 г., в хода на битката при Курск, са освободени от Червената армия.
Със заповед на Сталин № 2 от 5 август 1943 г. на този ден в Москва за първи път в хода на ВСВ артилерията отдава салют, с което се показва, че е въпрос на време да бъде спечелена ВСВ от Червената армия срещу Вермахта.
За да бъде салютът чут в цяла Москва, е изчислено, че е необходимо да се използват около 100 зенитни оръдия с 1200 халосни снаряда. Дадени са 12 залпа от 124 оръдия на интервали от 30 секунди в полунощ на 5 срещу 6 август 1943 г.
С този акт се показва за първи път тържествено на руския народ, че ходът на ВСВ е обърнат към победа. Освободени са всички големи руски градове – с изключение на Смоленск, възвърнат от Червената армия на 25 септември 1943 г. На 23 август 1943 г. пада и Харков, който в хода на войната 3 пъти е превземан от Вермахта срещу Червената армия.
Германският фелдмаршал Ерих фон Манщайн казва за Курската битка: „Тя бе последен опит да съхраним нашата инициатива на Изток. С нейния неуспех, равнозначен на провал, инициативата окончателно премина в съветската страна“.